# St. Trinitatis (Aschach)
| St. Trinitatis, Aschach                    | St. Trinitatis, Aschach |
| ------------------------------------------ | ----------------------- |
| Die Pfarrkirche St. Trinitatis von Aschach |                         |
| Ort                                        | Aschach                 |
| Konfession                                 | römisch-katholisch      |
| Diözese                                    | Bistum Würzburg         |
| Patrozinium                                | Trinität                |
| Baujahr                                    | 1447                    |
| Bautyp                                     | Saalbau                 |
| Funktion                                   |                         |

Die römisch-katholische St.-Trinitatis-Kirche ist die Pfarrkirche von Aschach, einem Gemeindeteil des im bayerischen Unterfranken gelegenen Kurortes Bad Bocklet.
Die Kirche gehört zu den Baudenkmälern in Bad Bocklet und ist unter der Nummer D-6-72-112-21 in der Bayerischen Denkmalliste registriert.

## Geschichte

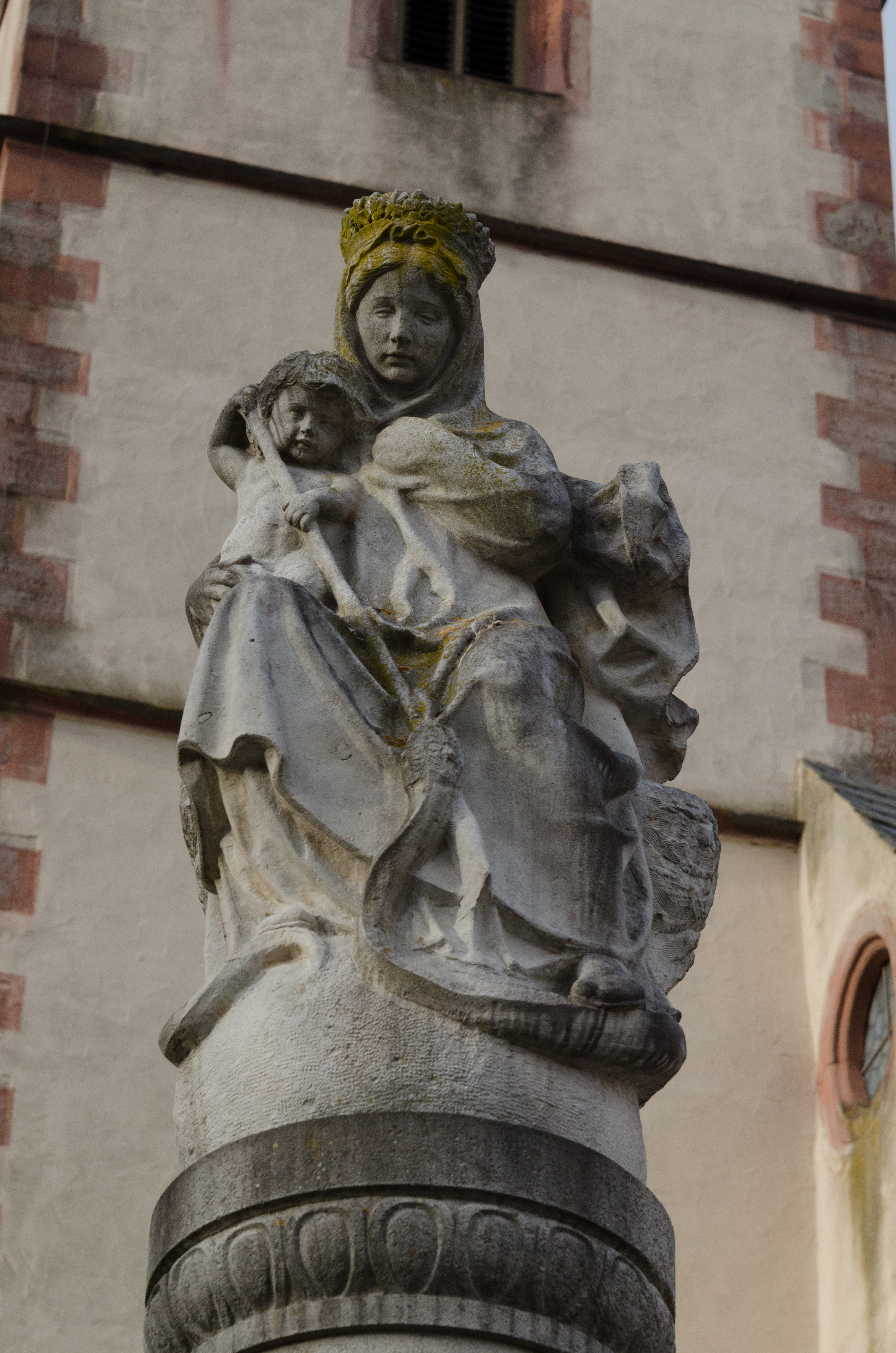
Kriegerdenkmal vor der St.-Trinitatis-Pfarrkirche

Laut einer Inschrift am Kirchengebäude wurde die Aschacher St.-Trinitatis-Kirche im Jahr 1447 errichtet. Ob es vorher einen Kirchenbau in Aschach gegeben hat, ist ungewiss, durch das Wirken eines Pfarrers im Ort aber möglich. Aschach gehörte ursprünglich zur Urpfarrei Brend. Wann es zur selbständigen Pfarrei wurde, ist gleichfalls unbekannt. Im Jahr 1608 wurde der Kirchturm erhöht und im Jahr 1616 das Langhaus eingewölbt.
Der erste Nachweis für das Dreifaltigkeits-Patrozinium stammt aus dem Jahr 1669. Bei der Renovierung 1732/33 fasste Jörg Köhler aus Münnerstadt den Altar und restaurierte die Nebenaltäre. Im Jahr 1766 wurde die gesprungene Glocke aus dem Jahr 1732 ersetzt. Weitere Glocken kamen in den Jahren 1837 hinzu (mit einer Glocke aus der Werkstätte Krick in Eckweisbach) sowie 1894 und 1895 (jeweils mit einer Glocke aus der Gießerei Hahn in Landshut). Im Jahr 1733 entstanden die Kirchenuhr sowie die Kanzel. Im Rahmen weiterer Renovierungen erhielt die Kirche in den Jahren 1790 und 1876 neue Altäre. Im Jahr 1889 wurde eine von Balthasar Schmitt gestaltete Muttergottesstatue gestiftet. Fünf Jahre später schuf Schmitt das Fresko Die Heilige Familie, das wegen seines schlechten Erhaltungszustandes inzwischen übertüncht wurde. Ebenso mussten im Rahmen einer Kirchenrenovierung im Jahr 1923 zahlreiche Bilder an den Wänden der Pfarrkirche abgeschabt werden.
Im Jahr 1922 errichtete Balthasar Schmitt im Auftrag der Krieger- und Soldatenkameradschaft Aschach vor dem Eingang der Kirche eine Madonnenfigur im Gedenken an die Opfer des Ersten Weltkriegs. Während der Feierlichkeiten zum 80-jährigen Bestehen der Kameradschaft am 24. und 25. August 1963 wurde neben Schmitts Madonna ein vom Aschacher Bildhauer Ludwig Bauer gestaltetes Denkmal für die Opfer des Zweiten Weltkriegs enthüllt; beide Denkmale wurden entsprechend den Plänen der Kameradschaft zu einer Einheit verschmolzen.
Die einzige Auswirkung des Zweiten Weltkrieges auf das Kirchengebäude war die Ablieferung der drei Glocken. Sie wurden durch im Jahr 1949 durch vier neue Glocken ersetzt.
Im Jahr 1959 erfolgte eine Instandsetzung der Altäre. Nachdem es bereits im Jahr 1937 Pläne zur Erweiterung der Sakristei gegeben hatte, wurde im August und September 1964 die bisherige Sakristei durch eine geräumigere ersetzt. In den 1970er Jahren fand eine Umgestaltung der Kirche nach den Vorgaben des Zweiten Vatikanischen Konzils statt. In diesem Sinne wurde der Hochaltar um eine Kreuzigungsgruppe ergänzt sowie an Stelle der Seitenaltäre St. Sebastian (links) und St. Marien (rechts) die heutigen Seitenaltäre eingerichtet. Im Jahr 1971 führte die Münnerstädter Firma Heinrich Hochrein Reparaturen an der Orgel aus.
Im Jahr 1989 begann die Rechtsabteilung des Bischöflichen Ordinariats Würzburg zum Zwecke der Vorbereitung einer Renovierung mit einer Prüfung des Baulastverhältnisses. Auf Grund einer Bestimmung des Königlichen Rentamtes Kissingen (des Vorläufers des heutigen Finanzamtes) vom 22. Oktober 1841 hatte Aschach zwei Drittel und Großenbrach ein Drittel der Renovierungskosten am Äußeren des Kirchengebäudes zu tragen, wobei diese Verpflichtung nach den Eingemeindungen durch die Gemeindegebietsreform auf den Markt Bad Bocklet übergegangen ist. Für Renovierungsarbeiten im Kircheninneren hatte die katholische Pfarrkirchenstiftung Aschach aufzukommen. Während der im Jahr 1990 durchgeführten Renovierung wurde die bis dahin am Hochaltar befindliche Kreuzigungsgruppe über das Südportal versetzt und dem Hochaltar die heutige Gestalt gegeben.
Im März 1995 wurde in der Kirche eine Funkuhr installiert.

## Beschreibung
Der Kirchturm, ein Julius-Echter-Turm mit spitzbogigen Schallfenstern steht westlich in der Mittelachse des Langhauses. Sein Erdgeschoss dient als Eingangshalle. Das Langhaus mit drei Fensterachsen wird durch einen spitzen Chorbogen vom östlichen Fünfachtelchor abgetrennt. Die Fenster von Langhaus und Chor sind spitzbogig mit Maßwerk. Im Langhaus befindet sich ein Kreuzrippengewölbe, im Chor ein Kreuzgewölbe.

## Ausstattung
Am ursprünglich neugotischen Hochaltar befindet sich ein Kruzifix. Es wurde von Bildhauer Balthasar Schmitt gestaltet und  vom Südportal im Tausch mit einer Kreuzigungsgruppe dorthin versetzt. Als Seitenaltäre dienen ein alter Bildstock (links) und eine Marienstatue (rechts).
Die Kanzel wurde von Bildhauer Thomas Wagner aus Klein-Theres gefertigt.
Die Orgel mit barockem Gehäuse aus dem Jahr 1655 ist auf der westlichen Empore aufgestellt.
In der Kirche befinden sich auch mehrere wertvolle Grabdenkmäler u. a. von Keller Peter Beumer bzw. Beimer/Bäumer († 16. September 1590), dessen Tochter Barbara († 20. September 1590), Pfarrer Johannes Ruthart, Keller Jacob Beimer bzw. Baimer († 12. Januar 1600 im Alter von 31 Jahren), Keller Georg Hilarius Preschel († 27. März 1675) und Oberamtmann Johann Georg Ferdinand von Wolffskeel († wahrscheinlich 12. April 1739).
Die Glocken der Gießerei Otto aus Bremen-Hemelingen erklingen in den Tönen e′ – gis′ − ais′ − h′.